# FK DAC 1904 Dunajská Streda
Maillots
Actualités
Le FC DAC 1904 Dunajská Streda est un club slovaque de football basé à Dunajská Streda / Dunaszerdahely. Il est le club de la minorité hongroise de Slovaquie, prédominante à Dunajská Streda.

## Historique
- 1904 - DAC -- Dunaszerdahelyi Atletikai Club (fondation du club)
- ? - DSE Dunajska Streda
- ? - DTE Dunajska Streda
- années 1930 - DTS Dunajska Streda
- années 1940 - Stavokombinat Dunajska Streda
- années 1950 - Spartacus Dunajska Streda
- années 1950 - Slavoj Dunajska Streda
- 1965 - TJ Jednota Dunajska Streda
- 1968 - TJ DAC Dunajska Streda
- 1982 - TJ DAC Pol'nohospodar Dunajska Streda
- 1993 - FC DAC Gemer Dunajska Streda
- 1996 - 1.FC DAC Dunajska Streda
- 2000 - FK DAC 1904 Dunajska Streda
- 2014 - FC DAC 1904 Dunajska Streda

## Bilan sportif

### Palmarès
- Championnat de Slovaquie
  - Vice-champion : 2019, 2021, 2023 et 2024

- Coupe de Slovaquie
  - Finaliste : 1995

- Coupe de Tchécoslovaquie
  - Vainqueur : 1987
  - Finaliste : 1993

### Bilan européen
Note : dans les résultats ci-dessous, le score du club est toujours donné en premier
| Saison    | Compétition             | Tour              | Club              | Domicile | Extérieur | Total  |
| --------- | ----------------------- | ----------------- | ----------------- | -------- | --------- | ------ |
| 1987-1988 | Coupe des coupes        | Tour préliminaire | AEL Limassol      | 1 - 0    | 5 - 1     | 6 - 1  |
| 1987-1988 | Coupe des coupes        | Premier tour      | BSC Young Boys    | 2 - 1    | 1 - 3     | 3 - 4  |
| 1988-1989 | Coupe UEFA              | Premier tour      | Östers IF         | 0 - 2    | 6 - 0     | 6 - 2  |
| 1988-1989 | Coupe UEFA              | Deuxième tour     | Bayern Munich     | 1 - 3    | 0 - 2     | 1 - 5  |
| 1993-1994 | Coupe UEFA              | Premier tour      | Casino Salzbourg  | 0 - 2    | 0 - 2     | 0 - 4  |
| 2018-2019 | Ligue Europa            | Premier tour Q    | Dinamo Tbilissi   | 1 - 1    | 2 - 1     | 3 - 2  |
| 2018-2019 | Ligue Europa            | Deuxième tour Q   | Dinamo Minsk      | 1 - 3    | 1 - 4     | 2 - 7  |
| 2019-2020 | Ligue Europa            | Premier tour Q    | Cracovia          | 1 - 1    | 2 - 2 ap  | 3E - 3 |
| 2019-2020 | Ligue Europa            | Deuxième tour Q   | Atromitos FC      | 1 - 2    | 2 - 3     | 3 - 5  |
| 2020-2021 | Ligue Europa            | Premier tour Q    | FH Hafnarfjörður  | N/A      | 2 - 0     | 2 - 0  |
| 2020-2021 | Ligue Europa            | Deuxième tour Q   | FK Jablonec       | 5 - 3 ap | N/A       | 5 - 3  |
| 2020-2021 | Ligue Europa            | Troisième tour Q  | LASK              | N/A      | 0 - 7     | 0 - 7  |
| 2021-2022 | Ligue Europa Conférence | Deuxième tour Q   | Partizan Belgrade | 0 - 2    | 0 - 1     | 0 - 3  |
| 2022-2023 | Ligue Europa Conférence | Premier tour Q    | Cliftonville FC   | 2 - 1    | 3 - 0     | 5 - 1  |
| 2022-2023 | Ligue Europa Conférence | Deuxième tour Q   | Víkingur Gøta     | 2 - 0    | 2 - 0     | 4 - 0  |
| 2022-2023 | Ligue Europa Conférence | Troisième tour Q  | FCSB              | 0 - 1    | 0 - 1     | 0 - 2  |
| 2023-2024 | Ligue Europa Conférence | Premier tour Q    | Dila Gori         | 2 - 1    | 0 - 2     | 2 - 3  |
| 2024-2025 | Ligue Conférence        | Deuxième tour Q   | Zira FK           | 1 - 2    | 0 - 4     | 1 - 6  |

Légende
- Victoire ou qualification pour le tour suivant
- Match nul
- Défaite ou élimination de la compétition

## Effectif actuel (2023-2024)
| N° | Nat.                              | Poste | Nom du joueur                         |
| -- | --------------------------------- | ----- | ------------------------------------- |
| 1  | Drapeau du Brésil                 | G     | Filipe                                |
| 4  | Drapeau de la Hongrie             | D     | Krisztián Keresztes                   |
| 5  | Drapeau du Sénégal                | M     | Pape Cheikh Diop                      |
| 6  | Drapeau du Venezuela              | M     | Andrés Romero (prêté par le Monagas)  |
| 7  | Drapeau de la Tchéquie            | M     | Aleš Čermák                           |
| 8  | Drapeau de la Slovaquie           | M     | Milan Dimun                           |
| 9  | Drapeau de la Croatie             | A     | Ivan Dolček                           |
| 10 | Drapeau de la Syrie               | M     | Ammar Ramadan                         |
| 11 | Drapeau de la Croatie             | A     | Bartol Barišić                        |
| 14 | Drapeau de l'Estonie              | A     | Oliver Jürgens                        |
| 16 | Drapeau du Brésil                 | D     | Mateus Brunetti                       |
| 17 | Drapeau de la république du Congo | D     | Yhoan Andzouana                       |
| 18 | Drapeau de l'Espagne              | D     | Alex Méndez                           |
| 19 | Drapeau de la Côte d'Ivoire       | A     | Fernand Gouré (prêté par le Westerlo) |
| 20 | Drapeau de l'Ukraine              | M     | Ihor Kharatin                         |

| No. | Nat.                    | Position | Nom du joueur                           |
| --- | ----------------------- | -------- | --------------------------------------- |
| 21  | Drapeau de la Hongrie   | D        | Márk Csinger                            |
| 22  | Drapeau du Ghana        | A        | Brian Oddei                             |
| 23  | Drapeau de la Hongrie   | A        | Damir Redzic (prêté par le Ferencváros) |
| 24  | Drapeau de la Slovaquie | M        | Christián Herc                          |
| 25  | Drapeau de la Tchéquie  | D        | Filip Kaša                              |
| 27  | Drapeau de la Hongrie   | M        | Milán Vitális                           |
| 28  | Drapeau du Sénégal      | A        | Moussa Koné (prêté par le LASK)         |
| 33  | Drapeau de l'Ukraine    | D        | Taras Kacharaba                         |
| 41  | Drapeau de la Serbie    | G        | Aleksandar Popović                      |
| 46  | Drapeau de la Slovaquie | A        | Matej Trusa                             |
| 66  | Drapeau de la Slovaquie | M        | Miroslav Káčer                          |
| 77  | Drapeau de la Pologne   | D        | Konrad Gruszkowski                      |
| 80  | Drapeau de la Serbie    | A        | Željko Gavrić                           |
| 91  | Drapeau de la France    | D        | Romaric Yapi                            |
| 99  | Drapeau de la Slovaquie | G        | Samuel Petráš                           |

## Anciens joueurs
- Peter Fieber